# Jan Schmidt (jezuita)
Jan Schmidt (ur. 7 października 1636 w Braniewie, zm. 21 marca 1696 w Braniewie) – jezuita, teolog, prof. filozofii, regens seminarium diecezjalnego w Braniewie (1679–1682), Kolegium Jezuitów w Reszlu (1689–1692), misjonarz w Moskwie (1684–1688).

## Życiorys
Jan Schmidt (zapisywany też jako Schmitt) w latach 1655–1658 przebywał w prowincji Górnych Niemiec. W latach 1672–1675 był profesorem filozofii w kolegium jezuickim w Braniewie, w latach 1678–1679 prefektem szkół i bursy w Reszlu, w l. 1679–1682 regensem seminarium diecezjalnego i profesorem teologii moralnej w Braniewie, w l. 1684–1688 misjonarzem w Moskwie, w l. 1689–1692 rektorem w Reszlu, w l. 1693–1696 profesorem teologii moralnej i pozytywnej oraz prefektem szkół w Braniewie.